# L'Ami du peuple (1789)
L'Ami du peuple (en español: El amigo del pueblo) fue uno de los periódicos políticos durante el período revolucionario francés (siglo XVIII), creado y publicado por Jean-Paul Marat, y que se editó desde el 16 de septiembre de 1789 hasta el 21 de septiembre de 1792 (siendo luego sustituido por Le Journal de la République française).
También se difundió en forma de anuncios murales, por medio de afiches firmados «L'Ami du peuple», los cuales se pegaban en los muros de París; en francés, el término preciso que refiere a esta forma de difusión es: "placard".

## Historia
En oportunidad de su primera publicación el 8 de septiembre de 1789, este impreso llevó el nombre de Le Publiciste parisien, pero después de las primeras cinco ediciones y dada la evolución de su contenido, cambió su título, el que el 16 de septiembre de 1789 pasó a ser L'Ami du Peuple. En alguna medida, esta denominación se confunde con la de su creador y redactor. 

### Interrupciones
Jean-Paul Marat fue citado a comparecer en el tribunal de Châtelet por «excitación a violencias». Sus insultos en el número 97 del 14 de enero de 1790 contra Bouchet d'Argis, por entonces consejero en Châtelet y encargado del asunto, le valieron un decreto de arresto firmado por el alcalde parisino Jean Sylvain Bailly. Durante tres meses, Marat se ocultó en París, y luego se exilió en Londres, para luego volver a suelo francés entre el 10 y el 17 de mayo de 1790. Durante su ausencia, varias ediciones del cotidiano fueron publicadas por un tal señor Vaudin, quien en particular sacó a luz treinta números. 
Marat comenzó luego a publicar un segundo cotidiano, Le Junius français, cuyo primer número está fechado el 2 de junio de 1790.
El 14 de septiembre de 1791, día de la aceptación de la constitución por Luis XVI, Marat salió de París con intención de establecerse en Londres, y para así escapar del grabador Maquet, a quien había ofendido por haber seducido a su esposa mientras éste lo ocultaba y le daba asilo. La edición del L'Ami du peuple de fecha 22 de septiembre de 1791 fue firmada desde Clermont-de-L'Oise, y la del 23 de ese mismo mes desde Breteuil, y la del 27 desde una aldea próxima a Amiens, aunque con posterioridad volvió a París.
La aparición de la publicación que aquí nos ocupa, se interrumpió el 4 de diciembre de 1791 para continuar cuatro meses más tarde el 12 de abril de 1792; la razón de esta interrupción fueron los problemas económicos, los que pudieron ser resueltos con el dinero y la ayuda de Simone Evrard, desde entonces su compañero (el cuñado de Simone Evrard trabajaba en uno de los talleres que imprimía el cotidiano).
Durante ese período de silencio (diciembre de 1791 a abril de 1792), Marat publicó el 18 de marzo de 1792 el prospecto de un nuevo cotidiano, L'école du citoyen, el que nunca llegó a editarse.
La publicación del L'Ami du peuple se interrumpió definitivamente el 21 de septiembre de 1792, después de tres años y 685 números.

### Sucesor
L'ami du peuple tuvo por sucesor otra publicación titulada Journal de la République française, cuyo primer número apareció el 25 de septiembre de 1792, día de la proclamación de la  Répública por la  Convención Nacional.
L'ami du peuple también fue el título de un cotidiano fundado por François-Vincent Raspail en 1848.

## Artículo "C'en est fait de nous"
- Escrito titulado "C'en est fait de nous" atribuido a Marat, y que encolerizó a la Municipalidad, a los magistrados, a la derecha, y al Club de 1789.[5]